# Танкмар
Танкмар (нем. Thankmar) или Таммо (нем. Tammo; ок. 907/909 — 28 июля 938) — единственный сын короля Германии Генриха I Птицелова от первого брака с Хатебургой Мерзебургской. Был объявлен незаконнорождённым и лишён права наследования отцу.

## Биография
Мать Танкмара, Хатебурге, была дочерью графа Эрвина, вероятно владевшего областью около города Мерзебург. В 906 году она вышла замуж за Генриха, одного из сыновей герцога Саксонии Оттона I. Титмар Мерзебургский сообщает, что Генрих настойчиво предлагал ей руку и сердце «ради её красоты и пользы от наследования богатства». Церковные власти препятствовали этому браку, поскольку Хатебурга к тому времени успела уже овдоветь и удалиться в монастырь, но это не остановило Генриха. От этого брака родился единственный сын — Танкмар, однако в 909 году Генрих и Хатебурга развелись. Формальным поводом для развода послужила незаконность заключения брака. Одновременно незаконнорождённым стал и старший сын Генриха, Танкмар, который в одной из хроник времён Оттона I, наследника Генриха, назван «брат короля, рождённый от наложницы». Однако истинной причиной развода стало изменившееся положение Генриха. Его старшие братья, Танкмар и Людольф, к тому моменту умерли, что сделало Генриха наследником отца. И для упрочнения своего положения Генрих решил найти более знатную жену. После развода Хартебурга удалилась в монастырь, однако её приданое Генрих удержал за собой.
В 912 году отец Танкмара, Генрих, стал герцогом Саксонии, а в 919 году — королём Германии. О Танкмаре ничего не сообщается до смерти Генриха, наступившей в 936 году, после чего королём стал единокровный брат Танкмара, Оттон I Великий.
В декабре 937 года умер «легат» (наместник) Саксонской марки Зигфрид I. Танкмар приходился ему двоюродным братом по матери и рассчитывал получить Мерзебург и должность легата, однако король Оттон I передал владения Зигфрида его брату Геро.
Недовольный Танкмар в 938 году организовал восстание против Оттона I. К восстанию также присоединился герцог Франконии Эберхард. Восставшие принялись опустошать королевские владения. Кроме того, Танкмару удалось захватить в плен своего единокровного брата Генриха Младшего, которого увёз с собой Эберхард. Известие о пленении брата вынудило короля начать преследовать восставших. Танкмар тем временем укрепился в захваченной им крепости Эресбург. Однако, когда в июле к стенам крепости подошла армия Оттона, гарнизон Эресбурга, устрашённый размером королевского войска, открыл ворота. Спасая свою жизнь, Танкмар попытался укрыться в церкви. Он положил оружие и золотую цепь, являвшуюся символом принадлежности к королевскому роду, на алтарь. Однако, несмотря на это, один из воинов Оттона по имени Магинцо убил Танкмара прямо в церкви.
Убийство брата вызвало негодование короля. По сообщению Титмара Мерзебургского, Оттон I казнил Магинцо, убийцу Танкмара, однако по сообщению Видукинда Магинцо погиб в 939 году в битве у Бирта.
Женат Танкмар не был и детей не оставил.